# Лю Цибао
Лю Циба́о (кит. упр. 刘奇葆, пиньинь Liú Qíbǎo; род. в январе 1953) — китайский партийный и политический деятель, член ЦК КПК 19 созыва (с 2017 года), перед чем в 2012-2017 гг. член Политбюро и Секретариата ЦК КПК 18 созыва, вместе с чем и заведующий Отделом пропаганды ЦК КПК. Ныне же второй по перечислению заместитель председателя ВК НПКСК (с 2018).
Член КПК с декабря 1971 года, член ЦК КПК 17-19 созывов (кандидат 16 созыва), секретарь ЦК и член Политбюро ЦК КПК 18-го созыва.

## Биография
По национальности ханец.
Окончил Цзилиньский университет по специальности «Планирование и управление в народном хозяйстве» (1992). Магистр экономических наук.
В 2006—2007 годах глава парткома КПК Гуанси-Чжуанского автономного района (Южный Китай).
В 2007—2012 гг. глава парткома КПК пров. Сычуань (Юго-Западный Китай), также в 2008—2013 гг. пред. ПК Собрания народных представителей провинции.
На время его работы в пров. Сычуань пришлось Сычуаньское землетрясение (2008).
С ноября 2012 года заведующий Отделом пропаганды ЦК КПК.
Одновременно заместитель руководителя комиссии по вопросам духовной культуры при ЦК КПК и заместитель главы Центральной руководящей группы по пропагандистской и идеологической работе.
Лю Юньшаня, которого Лю Цибао сменил в должности завотделом пропаганды ЦК КПК, избрали в Постоянный комитет Политбюро 18 созыва, он являлся на этом посту также руководителем комиссии по вопросам духовной культуры при ЦК КПК и главой Центральной руководящей группы по пропагандистской и идеологической работе - на обеих этих должностях Лю Цибао являлся его заместителем.
Александр Габуев (2012) указывает его выходцем из комсомола и давним протеже генсека КПК Ху Цзиньтао.